# Вивье-сюр-Арто
Вивье́-сюр-Арто́ (фр. Viviers-sur-Artaut) — коммуна во Франции, находится в регионе Шампань — Арденны. Департамент — Об. Входит в состав кантона Эссуа. Округ коммуны — Труа.
Код INSEE коммуны — 10439.
Коммуна расположена приблизительно в 180 км к юго-востоку от Парижа, в 100 км южнее Шалон-ан-Шампани, в 39 км к юго-востоку от Труа.

## Население
Население коммуны на 2008 год составляло 112 человек.
| 1962 | 1968 | 1975 | 1982 | 1990 | 1999 | 2008 |
| ---- | ---- | ---- | ---- | ---- | ---- | ---- |
| 66   | 98   | 112  | 116  | 126  | 125  | 112  |

## Экономика
В 2007 году среди 87 человек в трудоспособном возрасте (15—64 лет) 68 были экономически активными, 19 — неактивными (показатель активности — 78,2 %, в 1999 году было 65,0 %). Из 68 активных работали 64 человека (43 мужчины и 21 женщина), безработных было 4 (1 мужчина и 3 женщины). Среди 19 неактивных 4 человека были учениками или студентами, 5 — пенсионерами, 10 были неактивными по другим причинам.

## Фотогалерея
- Вивье-сюр-Арто
- Карта коммуны